# Hàn Thao
Hàn Thao (Chữ Hán: 韩滔), ngoại hiệu Bách thắng tướng quân, là một nhân vật hư cấu trong tiểu thuyết Thủy hử của Thi Nại Am. Hàn Thao là một trong 72 Địa Sát Tinh của 108 anh hùng Lương Sơn Bạc.

## Xuất thân
Hàn Thao quê ở Đông Kinh (nay là Khai Phong). Hàn Thao thường sử dụng giáo và tinh thông võ nghệ, phục vụ cho triều đình với chức vụ Đoàn luyện sứ ở Trần Châu (nay là Hoài Dương). Hàn Thao có biệt hiệu là "Bách thắng tướng", thể hiện khả năng và sức mạnh trong chiến trận.

## Gia nhập Lương Sơn
Thái uý Cao Cầu giận dữ khi quân Lương Sơn tấn công châu Cao Đường (nay là Cao Đường, Sơn Đông) và giết chết cháu mình trấn thủ ở đó là Cao Liêm. Do vậy, Cao Cầu đề nghị với Tống Huy Tông cử Hô Diên Chước thống lĩnh quân đội đi bình định. Hô Diên Chước tiến cử Hàn Thao và Bành Kỷ lần lượt làm chính phó tiên phong.
Hàn Thao làm chính tiên phong, giao chiến trận đầu với quân Lương Sơn Bạc. Khi đấu với Tần Minh, Hàn Thao không địch nổi, khi sắp bại trận thì có Hô Diên Chước ứng cứu.
Sau đó, Hô Diên Chước dùng liên hoàn mã trận, giành được một số thắng lợi trước quân Lương Sơn. Thang Long, một đầu lĩnh mới gia nhập Lương Sơn, đã giới thiệu người anh họ là Từ Ninh đánh câu liêm thương. Khi Từ Ninh lên Lương Sơn Bạc đã huấn luyện quân câu liêm và phá trận liên hoàn. Quân triều đình bại trận. Hô Diên Chước và Hàn Thao bỏ chạy. Hàn Thao bị Lưu Đường và Đỗ Thiên bắt được, giải về Lương Sơn. Tại đây, ông được Tống Giang đối đãi tử tế nên đồng ý gia nhập nghĩa quân Lương Sơn với khẩu hiệu "Thay trời hành đạo".

## Chiêu an và tử trận
Hàn Thao trở thành một đầu lĩnh mã quân, ông và Bành Kỷ làm phó tướng cho Hô Duyên Chước. Sau khi nhận chiêu an, Hàn Thao cùng các đầu lĩnh tham gia các chiến dịch đánh dẹp quân Liêu và các lực lượng khác chống đối triều đình nhà Tống. Trong chiến dịch đánh Phương Lạp, khi đánh tới Thường Châu, Hàn Thao ra trận giao chiến bị tướng của Phương Lạp là Cao Khả Lập bắn tên trúng trán, ngã ngựa và bị một tướng khác là Trương Cận Nhân dùng giáo đâm chết.

## Hình tượng nhân vật
Vũ khí của Hàn Thao là tảo mộc sóc, bắt nguồn từ tảo sóc của Hô Diên Tán. Tinh vị của Hàn Thao là Địa Uy Tinh, giống với Thiên Uy Tinh của Hô Diên Chước. Từ đó cho thấy Hàn Thao là hình ảnh diễn tấu từ Hô Diên Chước.
Có ý kiến cho rằng hình ảnh Hàn Thao, Bành Kỷ xuất phát từ hình tượng của Hàn Tín và Bành Việt thời Hán Sở. Trong đó Hàn Tín là tướng lĩnh bách chiến bách thắng.

## TrongĐãng khấu chí
Trong Đãng khấu chí, Hàn Thao theo Hô Diên Chước thủ Gia Tường quan chống Tống. Về sau cùng Phó Ngọc (傅玉) giao chiến, bị Phó Ngọc đâm một thương trúng trái tim mà chết.

## Con cháu
Trong Thuyết Nhạc toàn truyện (hay Nhạc Phi diễn nghĩa), Hàn Thao có cháu trai là Hàn Khởi Long (韩起龙). Cha của Khởi Long chịu ân của Nhạc Phi nên trong nhà đặt bài vị của họ Nhạc. Nhạc Lôi đi qua, thấy bài vị của cha mình, bèn kết nghĩa anh em với Khởi Long.
Nhạc Lôi nhiều lần gặp nạn, đều là Hàn Khởi Long cùng các anh em liều mình cứu giúp thoát hiểm. Nhạc phu nhân bị đày đi Vân Nam, Nhạc Lôi từ Thái Hành Sơn mượn tới binh mã, lao tới Vân Nam tìm mẹ. Hàn Khởi Long theo Nhạc Lôi đánh tam quan.
Tại Bình Nam quan, Hàn Khởi Long đả thương Tổng binh quan Ba Vân. Con gái Bá Vân là Ba Tú Lâm (巴秀琳) vì cha báo thù, đánh với Hàn Khởi Long. Cuối cùng Ba Tú Lâm Hàn Khởi Long cưỡng bức tại Vấn Nguyệt am, khiến Ba Vân phẫn nộ mà chết.
Nhạc Lôi tảo bắc, Hàn Khởi Long theo quân chinh chiến, nhiều lập công lao, chiến thắng trở về được thụ phong Tổng binh quan.